# Воронина (деревня)
Воронина — деревня в Ишимском районе Тюменской области России. Входит в состав Ларихинского сельского поселения.

## История
До 1917 года входила в состав Ларихинской волости Ишимского уезда Тюменской губернии. По данным на 1926 год состояла из 193 хозяйства. В административном отношении являлось центром Воронинского сельсовета Ларихинского района Ишимского округа Уральской области.

## Население
| 2010 |
| ---- |
| 169  |

По данным переписи 1926 года в деревне проживало 924 человека (437 мужчин и 487 женщин), в том числе: русские составляли 100 % населения.
Согласно результатам переписи 2002 года, в национальной структуре населения русские составляли 90 % из 244 человек.